# Norman Fucking Rockwell
Norman Fucking Rockwell je šesté studiové album americké zpěvačky Lany Del Rey. Album vyšlo 30. srpna 2019. První dva singly z alba, „Mariners Apartment Complex“ a „Venice Bitch“, byly vydány již v září 2018. V roce 2019 poté následovaly singly „Hope Is a Dangerous Thing for a Woman Like Me to Have – but I Have It” a „Doin' Time”. Název alba byl prozrazen v září 2018 v rozhovoru se Zanem Lowem pro stanici Beats 1. Na tvorbě alba se podíleli převážně Del Rey a Jack Antonoff s dodatečnou pomocí od Zacha Dawese, Andrewa Watta a Ricka Nowelse, který s Del Rey spolupracoval již v minulosti.

## Pozadí a vydání alba
28. ledna 2018, při příležitosti 60. ročníku udílení cen Grammy, kde byla Del Rey nominována se svou osm měsíců starou deskou Lust for Life v kategorii nejlepší popové album, poprvé promluvila o novém projektu v rozhovoru pro hudební server Pitchfork. „Nahrála jsem pár dalších písniček. Mám takovou divnou písničku s názvem 'Bartender', která zatím nepatří na žádné album.”
16. února 2018 na koncertě v San Diegu prozradila, že natočila píseň s názvem „Sylvia”, která je inspirována spisovatelkou Sylvií Plath, čímž naznačila, že pracuje na novém projektu. Píseň byla poté přejmenována na „Sylvia Plath”, ale nakonec vyšla pod názvem „Hope Is a Dangerous Thing for a Woman Like Me to Have – but I Have It”.
12. září 2018, při příležitosti vydání prvního singlu „Mariners Apartment Complex”, se ji rádiový DJ Annie Mac zeptal, zda se jedná o píseň z nějakého většího projektu, nacož Del Rey odvětila, že se jedná o píseň z nového alba. „Máme sbírku písní, které jsem seřadila, a vážně je miluju.” Název alba prozradila 18. září 2018 v rozhovoru se Zanem Lowem pro stanici Beats 1, při příležitosti premiéry druhého singlu „Venice Bitch”. Dále řekla, že album je téměř hotové, a že bude obsahovat 11 skladeb.
V průběhu roku 2018, sdílela Del Rey na sociální sítě několik ukázek nových písní, včetně „Happiness Is a Butterfly”, „How to Disappear” a „Cinnamon Girl”. V říjnu 2018 při vystoupení na Brooklyn Academy of Music představila píseň „How to Disappear” naživo.
30. prosince 2018 Del Rey na Instagramu prozradila, že by chtěla v lednu vydat novou píseň, ale že si není jistá, jestli to udělá. Též potvrdila, že album je hotové a popsala jej jako "hluboce introspektivní". 9. ledna 2019 byl vydán třetí singl „Hope Is a Dangerous Thing for a Woman Like Me to Have – but I Have It”, jehož ukázku sdílela Del Rey dříve pod pracovním názvem „Sylvia Plath”.
17. května 2019 byla vydána skladba „Doin' Time”, předělávka písně skupiny Sublime, kterou Del Rey nazpívala pro jejich dokumentární film. Píseň byla též zařazena na její album Norman Fucking Rockwell a sloužila jako čtvrtý singl z něj.
V červnu 2019 na koncertně v Irsku Del Rey prozradila, že album vyjde v srpnu. Přebal alba, datum vydání a seznam písní byli zveřejněny 31. července 2019. Na přebalu jsou Del Rey a Duke Nicholson, vnuk herce Jacka Nicholsona, pózující na jachtě. Fond písma je v komiksovém stylu. Fotografie byla pořízena sestrou Del Rey, Chuck Grantovou. Následující den byl vydán trailer k albu. 2. srpna oznámila obchodní síť Urban Outfitters exkluzivní vinylovou verzi alba s alternativním přebalem. Tento alternativní přebal byl též pořízen Chuck Grantovou.

## Propagace alba

### Singly
Skladba „Mariners Apartment Complex” byla vydána jako první singl z alba 12. září 2018. Následující týden, 18. září, vydala Del Rey druhý singl „Venice Bitch” a zveřejnila název alba Norman Fucking Rockwell. Skladba „Hope Is a Dangerous Thing for a Woman Like Me to Have – but I Have It” byla vydána jako třetí singl 9. ledna 2019. Del Rey označila tyto tři singly jako "fanouškovské singly". 17. května 2019 vydala předělávku „Doin' Time” kapely Sublime a použila ji jako čtvrtý singl ze svého nového alba.

### Turné
1. srpna 2019 bylo oznámeno turné na podporu alba Norman Fucking Rockwell nazvané The Norman Fucking Rockwell Tour. První část turné se bude konat na podzim 2019 v Severní Americe a druhá část začátkem roku 2020 v Evropě.

## Seznam skladeb
| Pořadí         | Název                                                                 | Autor | Producent(i)                      | Délka |
| -------------- | --------------------------------------------------------------------- | --- | --------------------------------- | ----- |
| 1.             | Norman Fucking Rockwell                                               | Lana Del Rey, Jack Antonoff | Antonoff, Del Rey                 | 4:08  |
| 2.             | Mariners Apartment Complex                                            | Del Rey, Antonoff | Antonoff, Del Rey                 | 4:07  |
| 3.             | Venice Bitch                                                          | Del Rey, Antonoff | Antonoff, Del Rey                 | 9:37  |
| 4.             | Fuck It I Love You                                                    | Del Rey, Antonoff | Antonoff, Del Rey                 | 3:38  |
| 5.             | Doin' Time                                                            | Bradley James Nowell, Marshall Raymond Goodman, Ira Gershwin, George Gershwin, Dorothy Heyward, DuBose Heyward, Adam Keefe Horovitz, Adam Nathaniel Yaunch, Rick Rubin | Andrew Watt, Happy Perez          | 3:22  |
| 6.             | Love Song                                                             | Del Rey, Antonoff | Antonoff, Del Rey                 | 3:49  |
| 7.             | Cinamonn Girl                                                         | Del Rey, Antonoff | Antonoff, Del Rey                 | 5:00  |
| 8.             | How to Disappear                                                      | Del Rey, Antonoff | Antonoff, Del Rey                 | 3:48  |
| 9.             | California                                                            | Del Rey, Zachary Edwin Dawes | Dawes, Antonoff, Del Rey          | 5:05  |
| 10.            | The Next Best American Record                                         | Del Rey, Rick Nowels | Dean Reid, Kieron Menzies, Nowels | 5:49  |
| 11.            | The Greatest                                                          | Del Rey, Antonoff | Antonoff, Del Rey                 | 5:00  |
| 12.            | Bartender                                                             | Del Rey, Nowels | Del Rey, Nowels                   | 4:23  |
| 13.            | Happiness Is a Butterfly                                              | Del Rey, Antonoff, Nowels | Antonoff, Del Rey                 | 4:32  |
| 14.            | Hope Is a Dangerous Thing for a Woman Like Me to Have – but I Have It | Del Rey, Antonoff | Antonoff, Del Rey                 | 5:24  |
| Celková délka: | Celková délka:                                                        | Celková délka: | Celková délka:                    | 67:45 |

## Obsazení
- Lana Del Rey – zpěv
- Jack Antonoff – klávesy, klavír, bicí, programování, kytara, syntezátor, perkuse, vibrafon
- Evan Smith – saxofon, flétna
- Phillip Peterson – baryton, violoncello, křídlovka
- Victoria Parker – housle
- Laura Sisk – programování
- Mikey Freedom Hart – klávesy, mellotron, klavír, bicí, programování
- Andrew Watt – instrumentace, programování, kytara
- Eric Wilson – baskytara
- Josh Freese – bicí
- Bud Gaugh – bicí
- Gale Levant – harfa
- Woozy Biff – harfa
- Zachary Dawes – klavír
- Loren Humphrey – bicí
- Darren Weiss – bicí
- Mike Riddleberger – bicí
- Sean Hutchinson – bicí
- Evan Weiss – kytara
- Benji Lysaght – kytara
- Tyler Parkford – varhany
- Dean Reid – baskytara, klávesy, kytara, programování
- Kieron Menzies – mellotron, bicí, programování
- Rick Nowels – klávesy, kytara, klavír
- Zac Rae – klávesy
- David Levita – kytara